# Rutger van Santen

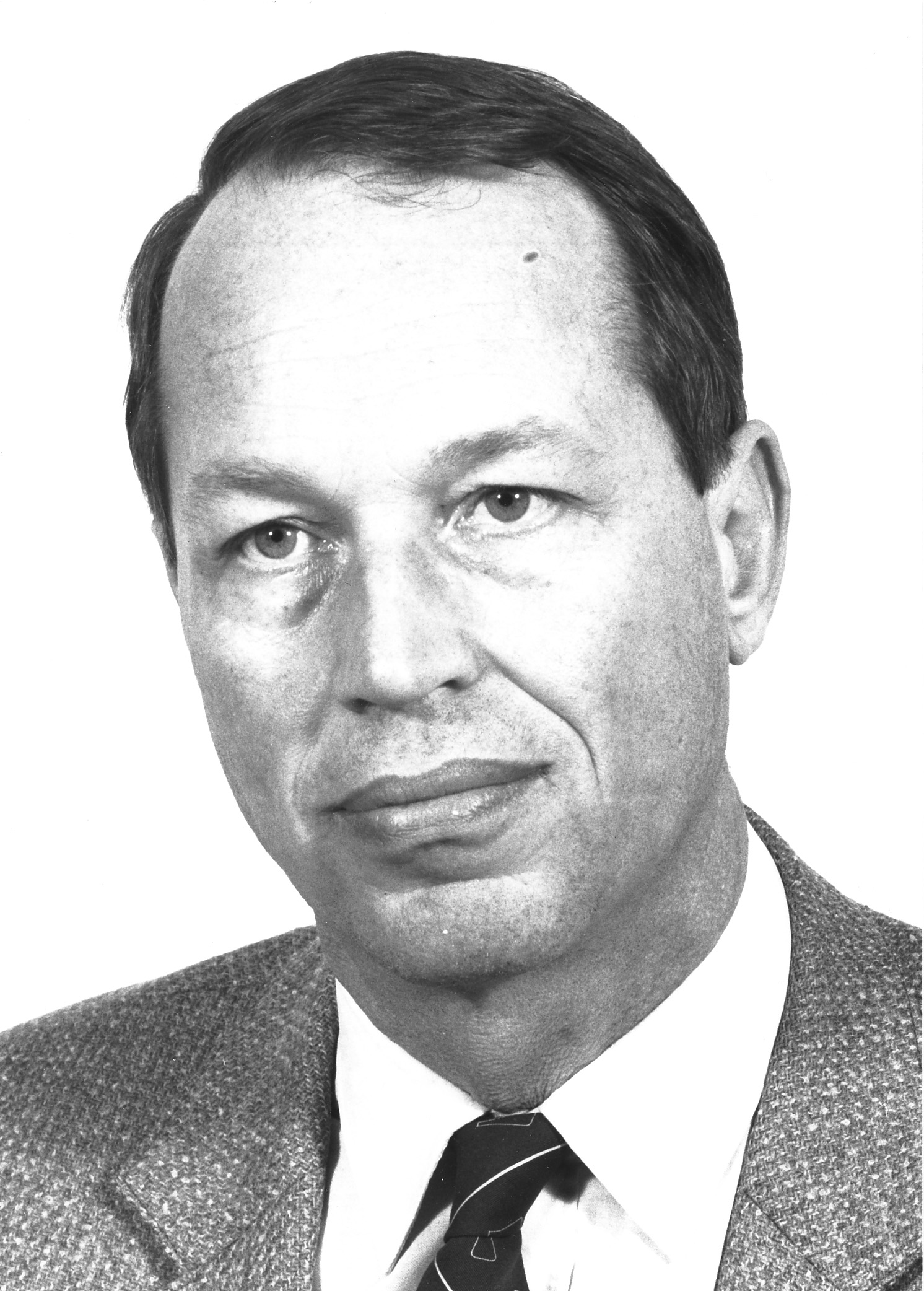
Rutger van Santen, 1985.

Rutger Anthony van Santen (* 1945 in Langedijk) ist ein niederländischer Chemiker, der sich mit molekularen Grundlagen heterogener Katalyse und Physikalischer Chemie befasst.
Van Santen besuchte das Gymnasium in Middelburg und studierte an der Universität Leiden Chemie mit dem Bachelor-Abschluss in Biochemie 1966 und dem Master-Abschluss in theoretischer organischer Chemie 1967 sowie der Promotion bei L. J. Oosterhoff 1971 (On the theory of resonant scattering). Als Post-Doktorand war er am Stanford Research Institute (SRI) bei F. T. Smith. Ab 1972 war er bei Shell Research in Amsterdam, wo er bis 1988 blieb und zuletzt Leiter der Abteilung Katalyse und Physikalische Chemie war. 1982 bis 1984 war er bei Shell Development in Houston. 1986 wurde er außerordentlicher Professor für Oberflächenchemie an der TU Eindhoven und 1988 ordentlicher Professor für Katalyse. 1992 bis 2000 war er Gründungsdirektor des Niederländischen Forschungsinstituts für Katalyse (NIOK). 2001 bis 2005 war er Rektor der TU Eindhoven. 2004 erhielt er eine Akademie-Professur. Er ist Direktor der Graduierten-Schule der des Niederländischen Forschungsinstituts für Katalyse (NRSC-C).
1976 war er Gastprofessor für Theoretische Chemie an der Freien Universität Amsterdam. 2004 war er Miller-Gastprofessor in Berkeley. 2011 war er Gastprofessor an der TU München.
Er befasst sich mit theoretischen, experimentellen und industriellen Aspekten heterogener Katalyse, ihren Mechanismen und der Synthese von Katalysten und Computerrechnungen der chemischen Reaktivität an Oberflächen. Zu den von ihm verwendeten numerischen Verfahren zählt die Car-Parinello-Methode der molekularen Dynamik und zu den von ihm verwendeten spektroskopischen Methoden in situ Positronen-Emissions-Tomographie.
1997 erhielt er den  Spinoza-Preis. 1998 wurde er Ehrendoktor der Polytechnischen Universität in Kiew. 1996 war er Bourke Lecturer der Royal Society of Chemistry, 1981 erhielt er die Goldmedaille der niederländischen chemischen Gesellschaft, 1991 hielt er die Chiapetta Lecture der North American Catalysis Society, 2000 hielt er die Karl-Ziegler-Vorlesung am Max-Planck-Institut für Kohleforschung und 2009 die Francois Gault Lecture der Europäischen Katalyse-Gesellschaft. 2001 erhielt er den Alwin-Mittasch-Preis im Mülheim.
2001 wurde er Mitglied der Königlich Niederländischen Akademie der Wissenschaften und 2008 der National Academy of Engineering. 2009 wurde er Fellow der Royal Society of Chemistry. Er ist Ritter vom Orden des Niederländischen Löwen.

## Schriften
- Theoretical Heterogeneous Catalysis, World Scientific 1991
- mit Matthew Neurock: Molecular Heterogeneous Catalysis: A Conceptual and Computational Approach, Wiley-VCH 2006
- Herausgeber mit Gabriele Centi: Catalysis for Renewables: From Feedstock to Energy Production, Wiley-VCH 2007
- Herausgeber mit Philippe Sautet: Computational Methods in Catalysis and Materials Science: An Introduction for Scientists and Engineers, Wiley-VCH 2009
- mit D. Khoe, B. Vermeer: The thinking pill: and other technology that will change our lives, Nieuw Amsterdam 2007
- mit Djan Khoe, Bram Vermeer: 2030: Technology That Will Change the World, Oxford UP 2010
- Herausgeber mit Matthias Beller, Albert Renken: Catalysis: From Principles to Applications, Wiley-VCH 2012
- Modern Heterogeneous Catalysis: An Introduction, Wiley 2017